# 红牛-博拉-汉斯格雅车队
红牛-博拉-汉斯格雅车队（Red Bull–Bora–Hansgrohe，UCI隊碼：RBH）是一支德国职业公路自行车队，由奥地利红牛公司、德国厨房电器厂商博拉（Bora）和德国卫浴厂商汉斯格雅'联合赞助。

## 沿革
该车队的前身为成立于2010年的NetApp车队（Team NetApp），由美国信息技术公司NetApp赞助，属于國際自行車聯盟（UCI）第三级别的洲际队。次年，车队升级为UCI第二级别的洲际职业队。
2013年，英国英德那车队并入，又于2014年首次获得环法自行车赛外卡邀请，这也是自2010年米拉姆车队解散后，德国车队4年后重返环法赛事。在2014年7月的环法比赛月里，德国厨房电器厂商博拉和加拿大自行车制造商Argon 18先后与车队签下冠名赞助合约，车队从2015年起更名为博拉-Argon 18车队。
2016年，车队又得到德国卫浴厂商汉斯格雅的冠名赞助，于2017年起更名为博拉-汉斯格雅车队。车队在获得注资后随即签下了世界公路自由車錦標賽冠军彼得·萨甘。2017年起，车队升级为UCI最高级别的UCI世界车队。
2022年，车队车手杰伊·辛德利赢得环意自行车赛总冠军。
2024年，奥地利能量饮料公司红牛公司购得车队所属公司51%的控股权，成为主赞助商，车队更名为红牛-博拉-汉斯格雅车队。